# 孢子印

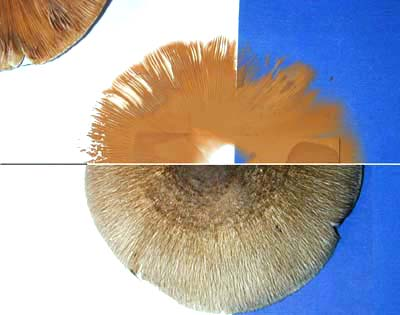
在蓝白纸上沉积24小时的粉棕色草菇（Volvariella volvacea）孢子印。中部的载玻片收集孢子用于显微观察。

孢子印是辨别蘑菇孢子颜色的一种简便易行的方法，它能在缺乏显微镜观察或化学染色的情况下对蘑菇进行初步鉴定。孢子印由菌褶或菌管中的孢子散落沉积而成。制作孢子印时将菌柄切断，倒扣菌盖于纸或玻璃板上，放置数小时后就能得到一层孢子。孢子颜色大多可被划分为4至5类：白色，粉色，赭色，和黑紫色。黑紫色有时被进一步细分为紫色和黑色。也有一些例外，如绿色孢子的绿褶菇（Chlorophyllum molybdites）。由于颜色差异，制作孢子印时，可以将菌盖置于同时具有深色和浅色背景的纸上，便于观察不同颜色的孢子。孢子的颜色有时也能通过菌褶的颜色反映，但并不准确。如紫丁香菇（Clitocybe nuda）的紫色菌褶会掩盖住它淡粉色的孢子。历史上曾根据孢子颜色对蘑菇进行分类，如口蘑科（Tricholomataceae）的种类大多具有白色孢子。近来分子学研究表明一些孢子颜色不同的真菌也有较近的亲缘关系。

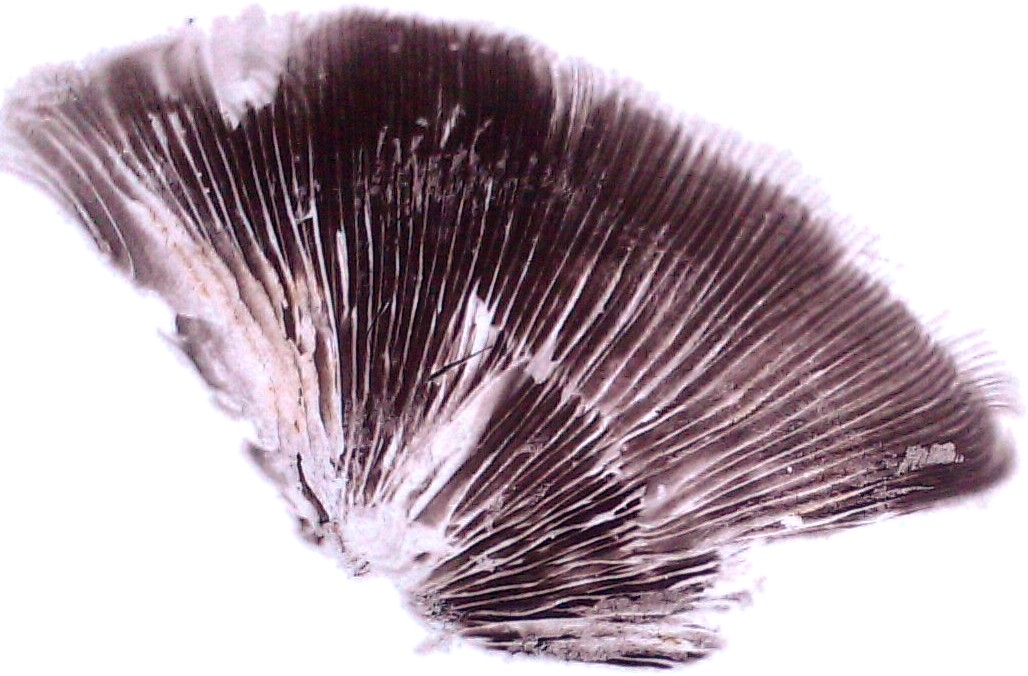
菌褶型子实层体的白黄小脆柄菇（Psathyrella candolleana）的暗紫褐色孢子印

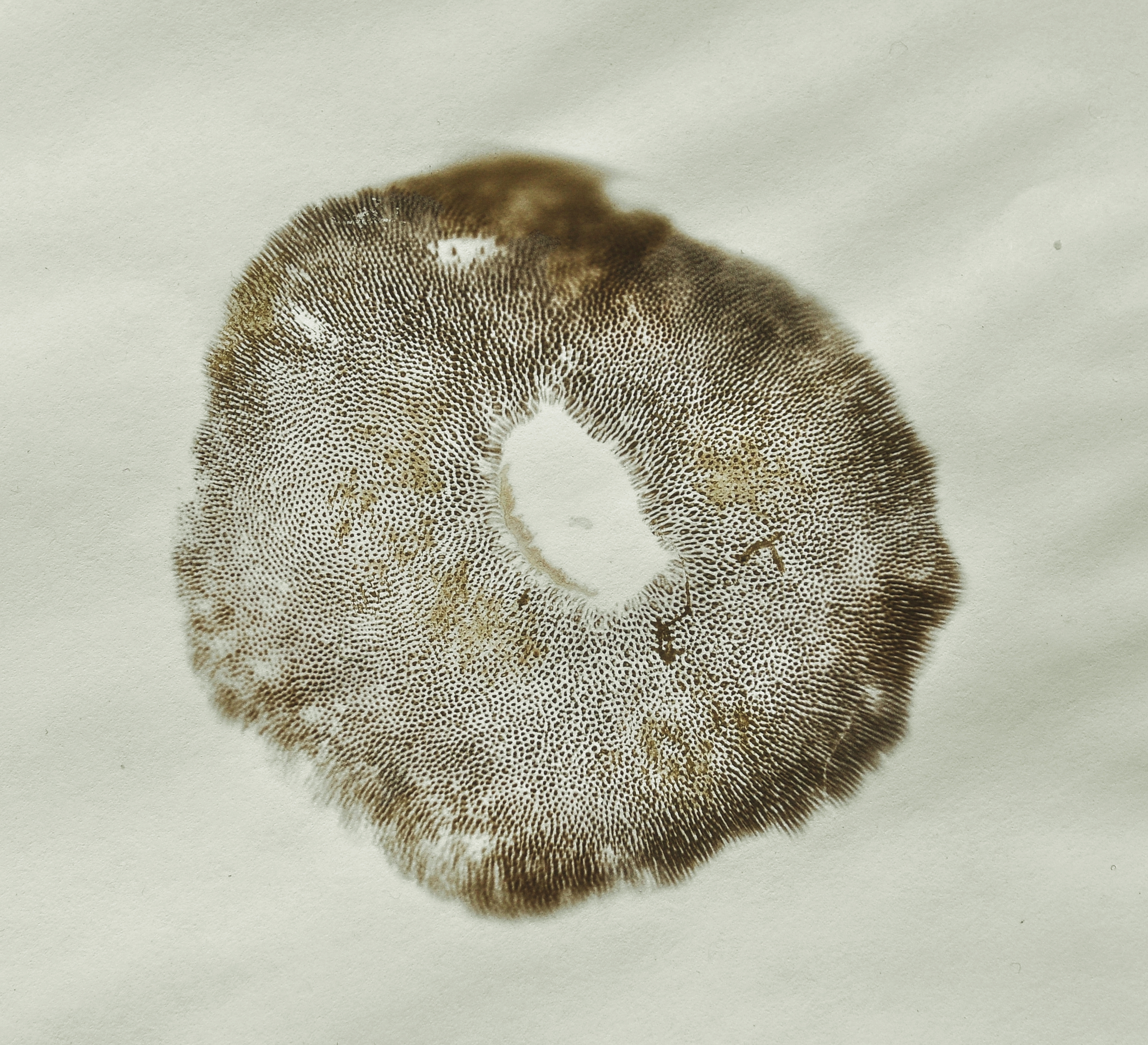
菌管型子实层体的红绒盖牛肝菌（Boletus chrysenteron）的棕橄榄色孢子印